# Pelle Svanslös och den stora skattjakten
Pelle Svanslös och den stora skattjakten é uma filme dirigido por Mikael Ekman sobre Pelle Svanslös.